# Bitva u ostrova Savo
Bitva u ostrova Savo je noční námořní bitva mezi japonským a spojeneckým námořnictvem, která se odehrála v noci z 8. na 9. srpna 1942 u ostrova Savo při pobřeží Guadalcanalu na samém počátku guadalcanalské kampaně. Japonci v ní uštědřili Spojencům drtivou porážku a získali tak příležitost zmařit spojeneckou invazi na Guadalcanal v samém počátku, té však nevyužili, když se z obavy před spojeneckými letadly rozhodli stáhnout své válečné lodi bez toho, že by napadli po bitvě již nechráněná invazní plavidla, na nichž se dosud nacházela spousta nesmírně důležitého materiálu pro vyloděné jednotky.

## Průběh
7. srpna 1942 provedly spojenecké jednotky pod velením kontradmirála Turnera vylodění na Guadalcanalu, Tulagi a ostrově Florida. Lodě určené ke krytí invazních plavidel rozmístil Crutchley takto: Jižní skupinu, jejíž velení si ponechal sám, tvořily těžké křižníky HMAS Australia, HMAS Canberra a USS Chicago a torpédoborce USS Patterson a USS Bagley. Severní skupinu pod velením kapitána Riefkohla tvořily křižníky USS Vincennes, USS Astoria a USS Quincy a torpédoborce USS Helm a USS Wilson. Východní skupině velel kontradmirál Norman Scott a byla tvořena lehkými křižníky USS San Juan a HMAS Hobart a torpédoborci USS Monssen a USS Buchanan. Západní skupinu tvořily torpédoborce USS Blue a USS Ralph Talbot, které měly moderní radary.

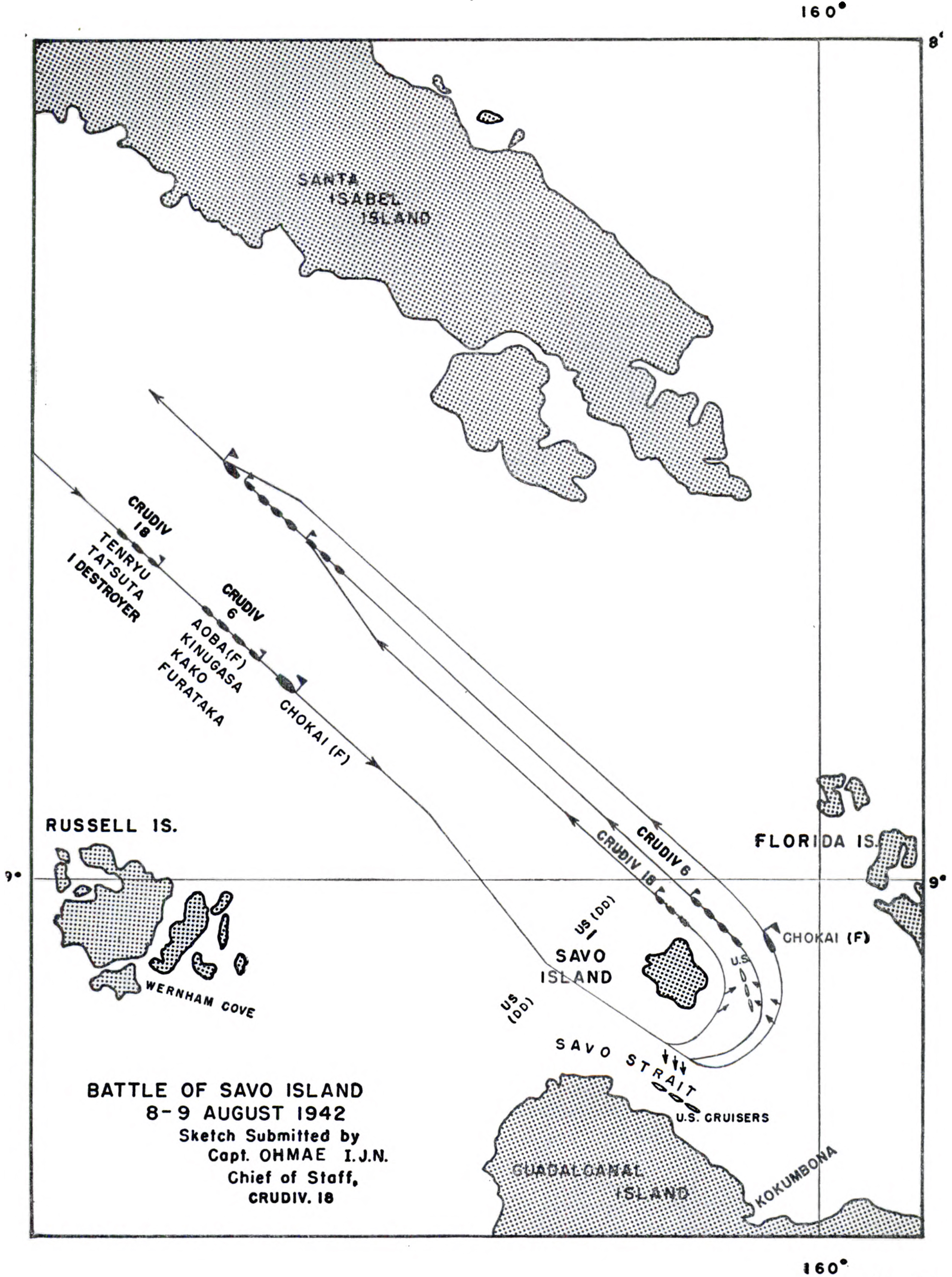
Schéma prvního úderu na spojenecké křižníky

Proti invazním plavidlům vyplul 7. srpna viceadmirál Gun'iči Mikawa z Rabaulu se skupinou lodí tvořenou těžkými křižníky Čókai, Aoba, Kako, Kinugasa a Furutaka, lehkými křižníky Tenrjú a Júbari a torpédoborcem Júnagi. Jeho cílem bylo vyhnout se spojeneckým letadlům a invazní plavidla u Guadalcanalu napadnout v noci z 8.–9. srpna.
Mikawova skupina připlula k ostrovu Savo v kýlové formaci. Proplula bez povšimnutí okolo západní skupiny a její torpédové útoky byly neúspěšné. Teprve torpédoborec Patterson z jižní skupiny vyhlásil poplach. Při boji s jižní skupinou byly z boje vyřazeny křižníky Canberra po zásazích granátů (později se potopila) a Chicago, poté co mu torpédo utrhlo příď. V 1:45 Mikawa rozdělil skupinu do dvou kolon a obrátil na sever. Proti nim plul spojenecký severní svaz v obdélníkové formaci. V boji proti němu byly poškozeny křižníky Čókai, Aoba a Kinugasa a ztraceno 58 japonských námořníků. Dalších 53 bylo zraněno. Naproti tomu byly spojenecké ztráty daleko větší. Křižníky Vincennes, Astoria a Quincy byly potopeny a torpédoborec Ralph Talbot, který přispěchal na pomoc, byl poškozen.

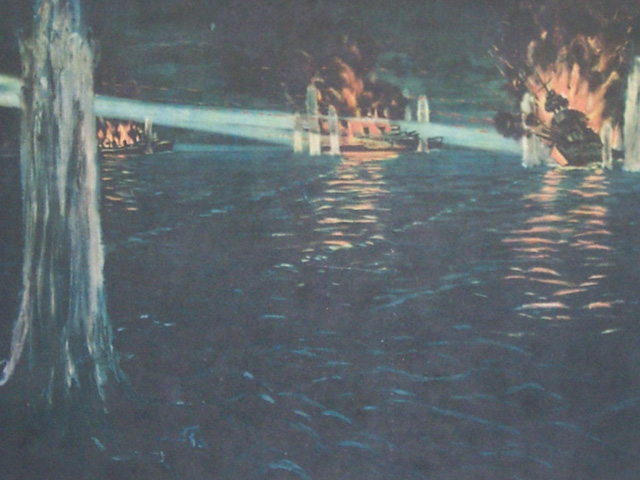
Ilustrace japonského autora zachycuje potopení tří spojeneckých křižníků v noční bitvě

Po boji se severní skupinou se Mikawa rozhodl, že se nebude vracet k invazním plavidlům, ale z obav před leteckými útoky se vypravil zpět do Rabaulu. První japonské posily připluly na Guadalcanal až 18. srpna Tokijským expresem. Turner z obav před dalšími leteckými a hladinovými útoky opustil 11. srpna s invazním loďstvem Guadalcanal, aniž by byly vyloženy všechny zásoby.